# Jan Rzeszowski (biskup krakowski)
Jan Rzeszowski (lub Jan z Rzeszowa herbu Półkozic ur. ok. 1411, zm. 28 lutego 1488) – podskarbi wielki koronny (1469-1471), wielkorządca i żupnik krakowski od 1471, biskup krakowski od 1471. Spowiednik Kazimierza  Jagiellończyka.

## Życiorys
Studiował w Akademii Krakowskiej. Przebywał na dworze Władysława Warneńczyka, uczestniczył w bitwie pod Warną w 1444. W 1453 przyjął święcenia kapłańskie, dwa lata później został kanonikiem krakowskim, w 1466 kanonikiem przemyskim, a w 1467 kanonikiem sandomierskim. Reprezentował kapitułę krakowską na soborze prowincjonalnym w Łęczycy w 1464. Od 1484 jako pierwszy biskup krakowski tytułował się księciem siewierskim. Przeprowadził dwa synody diecezjalne, wydał mszał dla diecezji krakowskiej, w dobrach biskupich zorganizował kopalnie metali. Za jego rządów w 1472 fundowano klasztor paulinów Na Skałce, a w 1481 kościół i klasztor św. Agnieszki (bernardynek) na Stradomiu (obecnie będący kościołem garnizonowym). W katedrze wawelskiej wybudował zakrystię i kaplicę św. Krzyża, gdzie został pochowany. Nie był lubiany przez kler a jego osobę gdy miał 60 lat opisano następująco: Postaci był miernej, skłonny do cholery, nosa ku końcu sinego, na twarzy chropowaty, do tego pedogryk.